# Каваками, Миэко
Миэко Каваками (яп. 川上 未映子 Каваками Миэко, род. 29 августа 1976 года) — японская писательница. Лауреат ряда литературных наград — премии Акутагавы (2007), премии Танидзаки (2013) и других.
Раннюю трудовую деятельность вела в качестве продавца книжного магазина и владелицы бара. Какое-то время занималась музыкой — в качестве певицы записала три музыкальных альбома. Активно вела свой блог, на пике его популярности число ежедневных просмотров достигало 200 000. Оставила музыкальную карьеру в 2006 году, чтобы сосредоточиться на писательстве.
Наиболее известные произведения — «Небеса» (яп. ヘヴン Хэвун, от англ. Heaven), «Все любовники в ночи» (яп. すべて真夜中の恋人たち) и «Грудь и яйца» (яп. 乳と卵), расширенная версия которого, «Летние истории» (яп. 夏物語), переведена на русский язык в 2024 году. В своих произведениях часто использует кансайский диалект.
В 2015—2017 годах провела серию интервью с другим японским автором — Харуки Мураками, в которой в числе прочего обсуждались роль женщины и вопросы их сексуализации в работах писателя. Впоследствии их беседа была опубликована отдельной книгой — «Харуки Мураками: длинное-длинное интервью» (яп. みみずくは黄昏に飛びたつ). Сам Мураками называл Миэко Каваками своим самым любимым писателем из числа молодых авторов.
Муж (с 2011 года) — писатель Кадзусигэ Абэ.